# 平单蛛
平单蛛（学名：Haplodrassus puguans）为平腹蛛科单蛛属的动物。分布于蒙古、俄罗斯以及中国大陆的北京、甘肃、青海、河北等地。该物种的模式产地在北京。